# IRAS 00500+6713
IRAS 00500+6713は、2つの白色矮星が合体してできたと考えられている新しいタイプの天体。太陽系から見てカシオペヤ座の方向約8,000光年の距離にある。高温のガスとダストが詰まった星雲と、その中心部にある超高温・高密度の星で構成されており、中心星は1.5 太陽質量 (M☉) 以上の質量を持つ超チャンドラセカール質量天体であると考えられている。

## 物理的特徴
白色矮星の質量限界とされるチャンドラセカール限界を超える質量を持つことから、非常に不安定な状態にある。そのため、今後数千年以内に崩壊して光と高エネルギーを伴う突発現象を起こし、中性子星となることが予測されている。
2017年7月、ロシア連邦カラチャイ・チェルケス共和国にある口径6メートルの大型望遠鏡BTA-6による観測で得られたスペクトルは、WO型のウォルフ・ライエ星に類似していた。しかし、追観測で得られた見かけの等級とガイア計画による年周視差から計算されたこの天体の光度は、典型的なWO型ウォルフ・ライエ星より5倍以上暗く、むしろ惑星状星雲中心星に見られる[WO]型星に近いものであった。スペクトルに見られる輝線の種類と幅から、表面温度は約200,000 Kという超高温で、表面から秒速16,000キロメートルという光速の30％を超える高速で物質を噴き出しており、この星風が天体の急速な自転と強い磁場によって加速されていることがわかった。また、この天体とそれを取り巻く星雲からは水素とヘリウムの存在がほとんど認められなかった。これらの特徴は、2つの炭素・酸素白色矮星が合体して生じる超チャンドラセカール限界質量天体の特徴として予測されたものと非常に似通っていたことから、IRAS 00500+6713の中心星は、2つの白色矮星が高速で衝突して合体した天体であるとされた。
2020年には、欧州宇宙機関のX線観測衛星XMM-Newtonによる観測によって、中心星と星雲の両方が大量のネオン、マグネシウム、ケイ素、硫黄を含んでいることがわかったことから、この天体が炭素・酸素白色矮星と酸素・ネオン白色矮星の合体で生じたものであるとする説が提唱された。また、この合体の際に炭素核融合が起こり、Iax型の超新星爆発を起こした可能性が示唆された。
2021年9月には、この天体が生まれるきっかけとなった白色矮星の衝突合体が超新星SN 1181として観測された、とする説が提唱された。SN 1181は、1181年8月に土星と同じくらいの明るさで観測された記録が『吾妻鏡』『明月記』『宋史』などに残されている超新星だが、これまで超新星爆発を起こした天体が同定できていなかった。カシオペヤ座の電波源3C 58との関連も指摘されていたが、超新星残骸の膨張速度から推測される発生時期から否定的な見解も出されていた。2021年9月、Quentin A. Parker、Andreas Ritterらの研究グループは、IRAS 00500+6713の星雲の膨張速度から逆算して超新星爆発が生じた年代を770-1270年前と推測した。また、記録に残るSN 1181の明るさやゆっくりとした減光から、これがIa型超新星ではなくIax型超新星であったとして、SN 1181はIRAS 00500+6713がIax型超新星爆発を起こしたものが観測されたものであると結論付けている。

## 名称
名称のIRAS 00500+6713は、アメリカ、オランダ、イギリスの共同開発による赤外線天文衛星IRASの観測から作られた星表「IRAS点源カタログ」で記録された名称による。Parkerらのグループは、星雲を「Pa 30」、中心星を「Parker's star」と呼んでいる。また中心星は2MASSでの名称から「J005311」とも呼ばれる。